# Psychiatrie St. Gallen
Die Psychiatrie St. Gallen ist eine öffentlich-rechtliche Institution des Kantons St. Gallen zur Behandlung von erwachsenen Menschen mit einer psychischen Erkrankung.

## Beschreibung
Im Auftrag des Kantons behandelt die Psychiatrie St. Gallen psychische Erkrankungen in der Erwachsenenpsychiatrie, bildet als Akademisches Lehrspital der Universität Zürich Ärzte aus und ist ein Aus-, Fort- und Weiterbildungsbetrieb für medizinische und nichtmedizinische wie insbesondere pflegerische Berufe. Zudem betreibt die Psychiatrie St. Gallen angewandte medizinische und pflegerische Forschung und beteiligt sich an Studien universitärer und nichtuniversitärer Institutionen. Insgesamt hat die Psychiatrie St. Gallen rund 1'400 Mitarbeitende.

## Organisation
Die Psychiatrie St. Gallen gliedert sich in acht Direktionen und drei Stabstellen, die direkt der Geschäftsleitung unterstellt sind:
Direktionen der Psychiatrie St. Gallen
- Direktion Medizin und Psychologie
- Direktion Pflege, Therapien und Soziale Arbeit
- Direktion Wil
- Direktion Pfäfers
- Direktion Zentren Süd
- Direktion Zentren Nord
- Direktion Finanzen und Services
- Direktion Human Resources Management

Stabstellen
- Kommunikation und Marketing
- Unternehmensentwicklung[3]
- ICT

### Kompetenzfelder
- Erwachsenenpsychiatrie
- Alters- und Neuropsychiatrie
- Ambulante Psychiatrie
- Forensik
- Wohnheim Eggfeld

## Aus-, Fort- und Weiterbildung
Schwerpunkte der überregional vernetzten Bildungs- und Forschungstätigkeiten stellen die Pflegeausbildung wie auch die Fort- und Weiterbildung von Ärzten und Psychologen dar. Es werden Bildungs- und Dienstleistungsangebote für Mitarbeitende aber auch externe Interessierte und Fachpersonen aus Medizin, Psychologie, Pflege, Sozialarbeit und weiteren therapeutischen wie auch nicht-therapeutischen Berufen entwickelt.

## Geschichte
Die Geschichte der Psychiatrie St. Gallen beginnt im Jahr 1847 mit der Eröffnung der Heil- und Pflegeanstalt St. Pirminsberg im Gebäude des ehemaligen Benediktinerklosters Pfäfers.
1892 wird das Asyl Wyl mit 300 Betten eröffnet, erster Direktor war der 28-jährige Heinrich Schiller. 60 Frauen und 60 Männer siedelten aus dem «Irrenhaus» St. Pirminsberg in Pfäfers ins Asyl Wil um. Bereits fünf Jahre später reichten die 300 Betten nicht mehr aus. Die Kriegsjahre 1939 bis 1945 hinterliessen auch im Asyl Wil ihre Spuren. Die Abwesenheit von männlichem Personal wegen des Militärdiensts, Sparmassnahmen mit drastischen Einschränkungen von Lebensmitteln und Heizung und die «Anbauschlacht» führten zu Belastungen.
1953 wurde erstmals das Psychopharmakon «Largactil» bei schizophrenieerkrankten Menschen in der damaligen Heil- und Pflegeanstalt angewandt. Selbst schwere Symptome konnten abgeschwächt werden, so dass die Notwendigkeit für eine stationäre Behandlung zurückging. 1967 benannte man die Heil- und Pflegeanstalt in «Kantonale Psychiatrische Klinik Wil» um. Im Lauf der Jahre wurden die Fenstergitter entfernt, die letzten fielen im Jahr 1971. Ein Neubau mit drei Stationen und einem medizinischen Zentrum ermöglichte es 1980, eine moderne Akutpsychiatrie einzurichten. Ein Jahr darauf wurde in St. Gallen eine Drogenberatungsstelle realisiert als Sozialpsychiatrische Beratungsstelle. Zum 100-jährigen Jubiläum unter dem Motto «Öffnung, Offenheit und Öffentlichkeitsarbeit in der Psychiatrie» fanden im  Jahr 1992 Vorlesungen, Filmvorführungen, Symposien und Ausstellungen im Kulturpavillon statt. In den Jahren 1994 und 1995 übergab man die geistig und psychisch behinderten Patienten an die Institution «Heimstätten Wil», mit welchen eine enge Zusammenarbeit bis heute besteht. Die Patienten erhielten eigene Wohnheime, wo sie  Programme zur Tages- und Freizeitgestaltung erhielten.
1997 teilte man im Rahmen der kantonalen Spitalplanung «Vernetzung/Dezentralisierung» die Psychiatrieversorgung im Kanton St. Gallen in die Sektoren Nord und Süd. Man versprach sich davon eine kontinuierliche, patientengerechte Versorgung. Weiter eröffnete 1997 die erste Tagesklinik in St. Gallen, 2002 in Wil, 2005 in Rorschach und 2011 in Wattwil.
Im November 2004 erhielten die Kantonalen Psychiatrischen Dienste – Sektor Nord (KPD-SN) als erste Psychiatrie der Schweiz das EFQM-Zertifikat (European Foundation for Quality Management). Mit einem gemeinsamen Verwaltungsrat im Januar 2012 wurden die KPD-SN und die Psychiatrie Dienste-Süd zu zwei selbständigen öffentlich-rechtlichen Institutionen. Zum 125-Jahr Jubiläum 2017 bekam die KPD-SN einen neuen Namen: Psychiatrie St. Gallen Nord.
Am 1. Januar 2023 erfolgte der Zusammenschluss der beiden Psychiatrieverbunde Nord und Süd (Psychiatrie St. Gallen Nord und Psychiatrie-Dienste Süd) zur Psychiatrie St. Gallen.

## Chefärzte
- Heinrich Schiller, 1892–1934
- Eduard Näf, 1934–1951
- Fred Singeisen, 1951–1974
- Helmut Kunz und Walter Pöldinger, 1974–1985
- Rudolf Osterwalder, 1985–1996
- Hanspeter Wengle, 1996–2010
- Ulrich Michael Hemmeter, 2010–2022
- Thomas Maier, 2010–2023, Direktor Medizin und Psychologie 2023
- Christiane Thomas-Hund, seit 2016[6]
- Angela Brucher, seit 2019
- Regula Meinherz, seit 2023
- Jörg Bitter, 2023–2024
- Steffi Weidt, Direktorin Medizin und Psychologie, seit 2024
- Stephan Egger, seit 2024